# Jobst Edmund von Brabeck
Pour les articles homonymes, voir Brabeck.
Jobst Edmund, baron von Brabeck, né le 11 novembre 1619 à Letmathe et mort à Hildesheim le 13 août 1702, est un prélat.

## Biographie

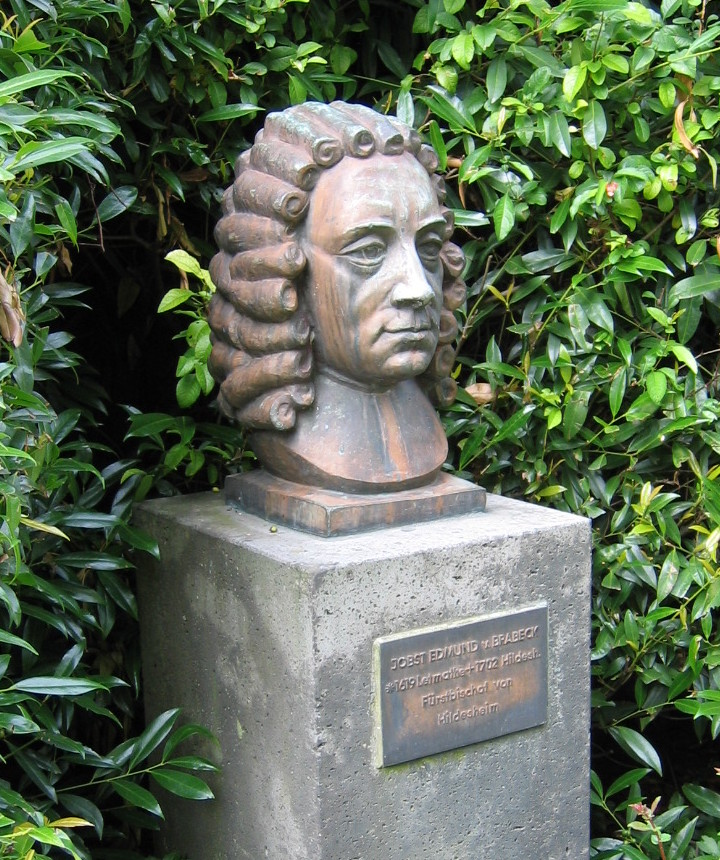

De la famille Brabeck (de), il suivit des études de théologie et de droit canon (entre autres à l'Université d'Orléans). Il réalise un grand tour d'Europe entre 1649 et 1650, voyageant en Italie, à Malte, ...
Il est ordonné prêtre de Münster en 1667.
Il est prince-évêque de Hildesheim de 1688 à 1702.
Il est nommé vicaire apostolique de l'Allemagne du Nord.

## Sources
- Adolf Bertram: Fürstbischof Jobst Edmund v. Brabeck (PDF; 10,7 MB). In:Geschichte des Bistums Hildesheim, Band 3, Hildesheim/Leipzig 1925, S. 86–105
- Arno Herzig: Brabeck, Jobst Edmund Freiherr von. In: Heimatbund Märkischer Kreis (Hrsg.): Markante Köpfe aus dem Märkischen Kreis. Lebensdaten bedeutender Persönlichkeiten aus Iserlohn; mit Stadtteilen Letmathe, Hennen und Sümmern. Verlag Mönnig, Iserlohn 1997  (ISBN 3-922885-89-6), S.18f.